# یوسف کرمی
یوسف کرمی (زادهٔ ۲ فروردین ۱۳۶۲ در میانه، استان آذربایجان شرقی)، قهرمان تکواندو جهان و بازی‌های آسیایی و دارندهٔ مدال برنز المپیک است.

## بازیگری
او در سریال شش قهرمان و نصفی به کارگردانی حسین قناعت محصول سال ۱۳۹۷ و همچنین فیلم سینمایی قهرمانان کوچک به کارگردانی حسین قناعت محصول ۱۳۹۵ بازی کرده‌است.

## زندگی ورزشی
یوسف کرمی در دوران ورزشی معروف به بولدوزر بود؛ به خاطر مدال آور بودنش. او برنده دو مدال طلا و دو برنز جهانی، برنز المپیک آتن، مدال طلای بازی‌های آسیایی دوحه و بازی‌های آسیایی گوانگ‌ژو است.

### در المپیک ۲۰۱۲ لندن
یوسف کرمی نماینده وزن منهای ۸۰ کیلوگرم ایران در مسابقه نخست خود به مصاف نیکولاس گارسیا ی اسپانیایی رفت که نتیجه را واگذار کرد. یوسف کرمی در راند اول مبارزه خود قبراق و سرحال نشان داد و چند تکنیک ترکیبی زد و یک امتیاز گرفت و این راند را به پایان برد. در راند دوم دو حریف خیلی پرتحرک نشان دادند و نماینده اسپانیا ۴ امتیاز پیش افتاد و همین نتیجه را تا پایان راند حفظ کرد. در راند سوم یوسف کرمی برای جبران آمده بود ولی حریفش یک ضربه ۳ امتیازی گرفت و ۷ امتیازی شد و یک امتیاز دیگر گرفت و یوسف کرمی نتیجه را ۸ بر ۲ واگذار کرد. با رسیدن نیکولاس به فینال، کرمی شانس مجدد یافت تا دوباره به میدان بیاید و برای کسب مدال برنز بجنگد، اما او در نخستین دیدار خود با لاتلو محمد انگلیسی با وجود تلاش فراوان بازی را ۷ بر ۱۱ واگذار و از دور مسابقات حذف شد.